# П'юс Ндієфі
П'юс Ндієфі (фр. Pius N'Diefi, нар. 5 липня 1975, Дуала) — камерунський футболіст, що грав на позиції нападника. У складі збірної Камеруну ставав дворазовим чемпіоном Африки.

## Клубна кар'єра
Народився 5 липня 1975 року в місті Дуала. Вихованець футбольної школи клубу «Ланс», де з 1992 року грав за другу команду, проте за першу зіграв лише одну гру у Лізі 1 у сезоні 1993/94. Через це 1995 року камерунець покинув клуб і сезон 1995/96 провів у другому дивізіоні за клуб «Валанс», після чого перейшов у клуб третього дивізіону «Седан», де провів 8 сезонів. Гравець разом з клубом пройшов шлях від аматорського чемпіонату, в якому «Седан» грав в сезоні 1996/97, до вищого дивізіону країни — Ліги 1, куди команда потрапила за підсумками сезону 1998/99. У сезоні 2000/01 Ндієфі забив 10 голів у 27 матчів, тим самим, він допоміг клубу посісти 5 місце в чемпіонаті і отримати право на виступ у Кубку УЄФА. У сезоні 2001/02 році «Седан» провів 2 зустрічі з чеським клубом «Маріла» з Пршибрама в рамках першого раунду Кубка УЄФА. Перша гра завершилася розгромом французів з рахунком 0:4, другу «Седан» виграв 3:1, і один з голів забив Ндієфі.
У 2003 році Ндієфі покинув «Седан», який у сезоні 2002/03 вилетів з Ліги 1, і виступав у Катарі за клуб «Аль-Гарафа», потім в 2005 році підписав контракт з командою «Жерміналь-Беєрсхот» з Бельгії, але основним гравцем не став, зігравши лише у 6 матчах вищого дивізіону і в кінці року повернувся в «Седан», де, втім, також рідко виходив на поле, зігравши до кінця сезону лише 3 матчі в Лізі 2.
Після цього камерунський гравець провів два сезони за «Париж» у третьому за рівнем дивізіоні, а з 2008 року став виступати за команду «Сен-П'єрруаз», з якою в першому сезоні став чемпіоном Реюньйона.
Завершував ігрову кар'єру у нижчолігових аматорських клубах, де виступав протягом 2010—2014 років.

## Виступи за збірні
1993 року залучався до складу молодіжної збірної Камеруну, взявши участь у молодіжному чемпіонаті світу.
2000 року дебютував в офіційних матчах у складі національної збірної Камеруну. Того ж року у складі збірної був учасником Кубка африканських націй 2000 року у Гані та Нігерії, здобувши того року титул континентального чемпіона. Через два роки Камерун з Ндієфі повторили це досягнення на Кубку африканських націй 2002 року у Малі. В перерві між цими тріумфами П'юс також зіграв на історичному першому для його збірної Кубку конфедерацій 2001 року в Японії і Південній Кореї, але команда не вийшла з групи.
У 2002 році П'юс Ндієфі разом зі збірною поїхав на  чемпіонат світу 2002 року в Японії і Південній Кореї, де один раз виходив на поле у матчі проти Саудівської Аравії. Наступного року поїхав на Кубок конфедерацій 2003 року у Франції, де разом з командою здобув «срібло», причому у півфінальній грі з Колумбією на 9-й хвилині він забив гол, який виявився єдиним і дозволив збірній з Африки вперше в історії зіграти у фіналі цього турніру.
Останнім великим турніром для гравця став Кубок африканських націй 2004 року у Тунісі Протягом кар'єри у національній команді, яка тривала 6 років, провів у формі головної команди країни 33 матчі, забивши 4 голи.

## Досягнення
- Переможець Кубка африканських націй: 2000, 2002
- Фіналіст Кубка Конфедерацій: 2003
- Фіналіст Кубка Франції: 1999
- Чемпіон Реюньйона: 2008